# Acàcia de ganivet
L'acàcia de ganivet (Acacia cultriformis) és una espècie de planta de la família de les lleguminoses que es distribueix per l'est d'Austràlia. És un arbre que es troba sobre sòls ben drenats a àrees costaneres. És una espècie que té un ús ornamental.

## Descripció

### Port
El seu port és de tipus arbustiu i són plantes que poden créixer erectes o presentar formes reptants o postrades damunt pedres i roques, sobretot en les formes cultivades i de jardí. Pot arribar a fer fins a 4 metres d'alçada.

### Fulles
Com molts membres del seu gènere, les plantes madures no presenten veritables fulles sinó fil·lodis, és a dir, el pecíol es dilata en forma de làmina i substitueix el limbe de la fulla. Els fil·lodis en aquesta espècie són de color grisenc, de forma triangular i d'uns 25 mm de llarg i uns 12 mm d'ample, amb un petit punt (mugró) a la punta.

### Flors
Les flors són de color groc brillant, es reuneixen en raïms en forma globular i en grups a les aixelles dels fil·lodis. La floració és principalment a la primavera.

## Distribució
És un arbust originària del sud-est d'Austràlia, de Nova Gal·les del Sud i Queensland.

## Cultiu i Usos
L'acàcia de ganivet és una de les acàcies més àmpliament conreades pel seu atractiu fullatge i flors de colors. El cos postrat és particularment atractiu com a planta de jardineria en pendent de parets de roca. La planta s'adapta a una àmplia gamma de tipus de sòl, sempre que estan raonablement ben drenats. Una posició a ple sol o ombra parcial és adequat i l'espècie és tolerant a les gelades almenys moderats.
La propagació és relativament fàcil per mètodes normals de recaptació de llavors amb els següents pretractaments per immersió en aigua bullent o per escarificació. Els talls poden tenir èxit, però aquest mètode no s'utilitza sovint. Hauria de portar-se a terme a partir d'esqueixos per conservar l'hàbit postrat i propagació de la forma postrada.